# Joaquim Coello Brufau
Joaquim Coello Brufau (Salamanca, 1946) és un enginyer naval, empresari i esportista català d'origen castellanolleonès.

## Biografia
És fill d'un pilot d'aviació extremeny i de mare originària de Banyoles. Es llicencià en enginyeria naval a l'Escola d'Enginyers Navals de Madrid i va obtenir un màster a l'IESE. Alhora es va formar com a navegant a Sant Feliu de Guíxols. Després va dissenyar i construir el veler Gudrum IV, amb el qual va creuar l'oceà Atlàntic el 1978 en la regata la Ruta del Rom, en la qual va quedar en el 12è lloc en la classificació general i 4t en la de la seva classe, raó per la qual el 1979 fou designat Esportista Nàutic Espanyol de l'Any. Després va convèncer l'empresa Licor 43 que patrocinés la seva embarcació que va fer la volta al món Whitbreath entre l'agost del 1981 i l'abril del 1982.
De 2004 a 2006 fou president de l'Autoritat Portuària de Barcelona i en 2005 fou nomenat acadèmic de nombre de la Reial Acadèmia d'Enginyeria d'Espanya. També ha estat conseller delegat o director general d'ISS, ITP, Bazan, Gamesa i Applus+ IDIADA, degà del Col·legi Oficial d'Enginyers Navals i Oceànics d'Espanya des de 1998, President de l'Engine Sectorial Group (ESG), la Secció Motors de l'Associació de Fabricants Europeus de Material Aeroespacial (AECMA) entre 1999 i el 2002, president de l'Associació de Fabricants Bascos de Material Aeroespacial (HEGAN) de 1995 al 2002, i el 2001-2002 ha presidit EUSKALIT, la Fundació per a la Qualitat del País Basc.
Durant juny 2021 liderà una moció de censura que en juliol li va portar novament a la presidència del Col·legi Oficial d'Enginyers Navals i Oceànics d'Espanya, en un compromís de convocar noves eleccions a Degà abans de finalitzar 2021.
L'any 2016 fou nomenat president de la Fundació Lluís Carulla en substitució del poeta Carles Duarte i Montserrat, i de l'Associació Nacional d'Empreses Estibadores i Consignatàrias de Vaixells (ANESCO). També és membre del Patronat de Femcat, de la Fundació Pasqual Maragall, Fundació Catalunya Europa i del Palau de la Música Catalana. Col·labora habitualment als diaris Ara i El Punt-Avui.
Durant el procés independentista català l'octubre de 2017 va exercir de mitjancer, juntament amb el lehendakari Iñigo Urkullu i els empresaris Juan José López Burniol, Marian Puig i Emili Cuatrecasas i Figueras, entre el president del govern Mariano Rajoy Brey i el president de la Generalitat Carles Puigdemont per tal que aquest últim dissolgués el Parlament de Catalunya i convoqués eleccions anticipades.